# 分田村
分田村（ぶんだむら）は、かつて新潟県北蒲原郡にあった村。

## 沿革
- 1889年（明治22年）4月1日 - 町村制施行に伴い北蒲原郡寺社村、分田村、水ケ曽根村、上福岡村、西岡村、東町村、上江端村、切梅新田、熊居新田、飯田新田、山本新村、蒲新村が合併し、社田村（やしろだむら）が発足。
- 1890年（明治23年）3月14日 - 名称を分田村に変更。
- 1955年（昭和30年）4月15日 - 北蒲原郡水原町、堀越村と合併し、水原町を新設して消滅。

## 交通

### 道路
- 若松街道（二級国道115号新潟平線、現・国道49号）